# ГЕС Далахекоу
ГЕС Далахекоу (达拉河口水电站) — гідроелектростанція на півночі Китаю у провінції Ганьсу. Використовує ресурс із річки Дала, правої притоки Байлун, котра в свою чергу впадає праворуч до Цзялінцзян, яка, своєю чергою, є лівою притокою Цзіньші - верхньої течії Янцзи).
У межах проекту річку перекрили кам’яно-накидною греблею із бетонним облицюванням висотою 65 метрів, довжиною 142 метра та шириною по гребеню 8 метрів. Вона утримує водосховище з об'ємом 17,4 млн м3 (корисний об’єм 10,3 млн м3) та нормальним рівнем поверхні на позначці 2265 метрів НРМ.
Зі сховища через правобережний гірський масив прокладено дериваційний тунель завдовжки 8,4 км з діаметром 4,9 метра, який переходить у напірний водовід довжиною 0,7 км з діаметром 3,1 метра. Останній у підсумку розаглужується на три патрубки діаметром по 1,5 метра, через які отримують живлення три турбіни загальною потужністю 52,5 МВт, котрі забезпечують виробництво 273 млн кВт-год електроенергії на рік.